# Bagatach
 (mars 2023).
Le col de Bagatach (en russe : Перева́л Багата́ш, Pereval Bagatach, venant de l'altaï Каменная Лягушка signifiant « grenouille de pierre ») est un col de montagne du raïon de Tchemal en Russie. Il culmine à une altitude de 2 113 mètres, dans le chaînon de Ioglo, dans la république de l'Altaï.

## Géographie
Le col se situe dans l'est du raïon de Tchemal, dans le chaînon de Ioglo, une subdivision de l'Altaï russe. Il se situe entre la vallée de la Mouïkhta et celle du Karakol, où se trouvent les lacs de Karakol. Le col n'a pas de selle prononcée et il est une inflexion d'un pic plat en forme de plateau. Il permet aussi d'admirer d'autres massifs de l'Altaï, dont par beau temps les monts Katoun avec le mont Béloukha.
Le col est emprunté par une piste menant vers les lacs Karakol, la cascade de la Mouïekhta, le lac Akkaïnski et vers les grottes Karakokchinski. Près du sommet se trouve le mont Ozerni Belka, à 2 146 mètres d'altitude.
La flore du col est variée avec des bouleaux nains, dryades, saules, gentianes, linaigrettes, Rhodiola rosea, etc.

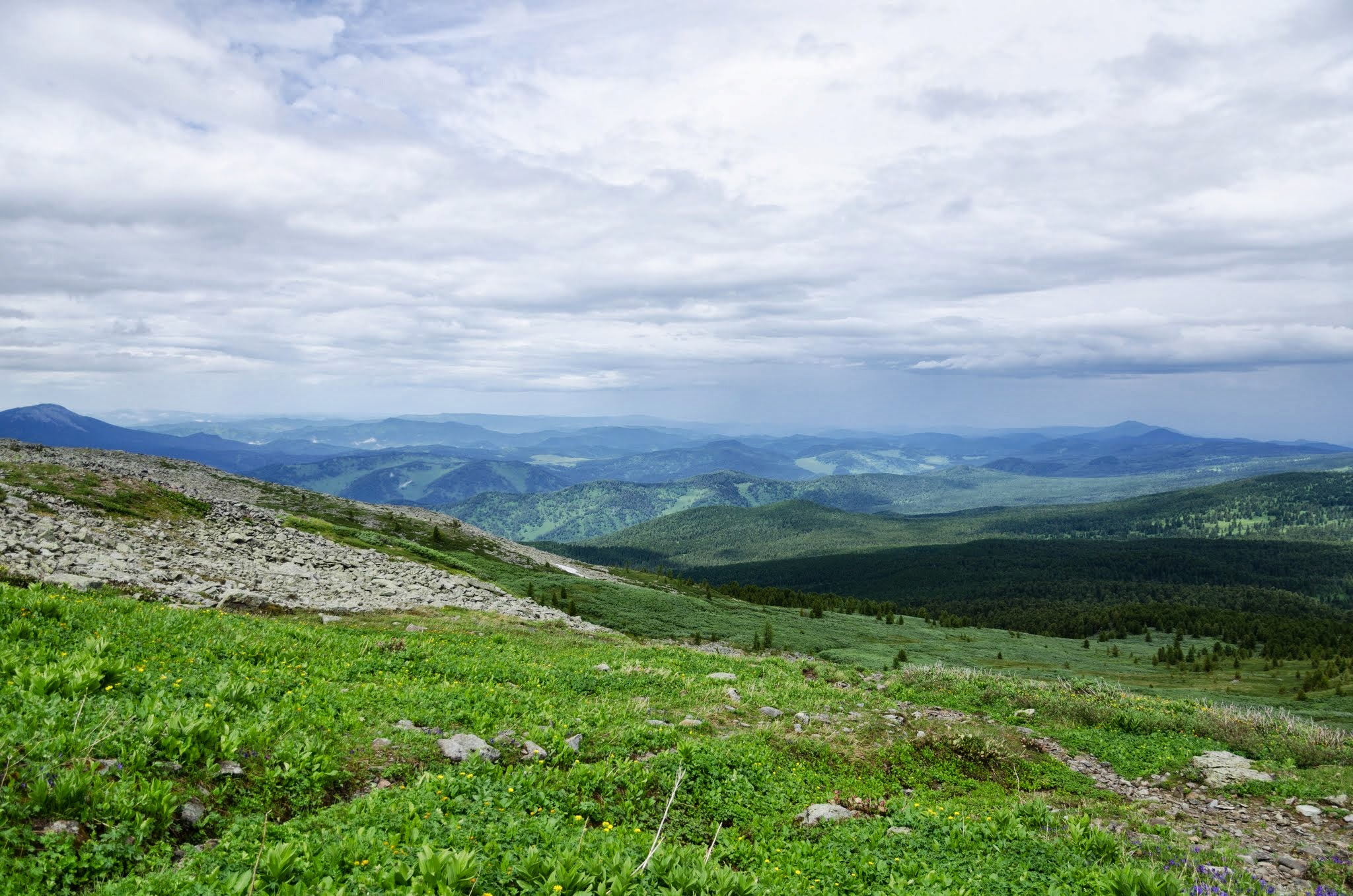
Vue depuis le col sur l'Altaï.
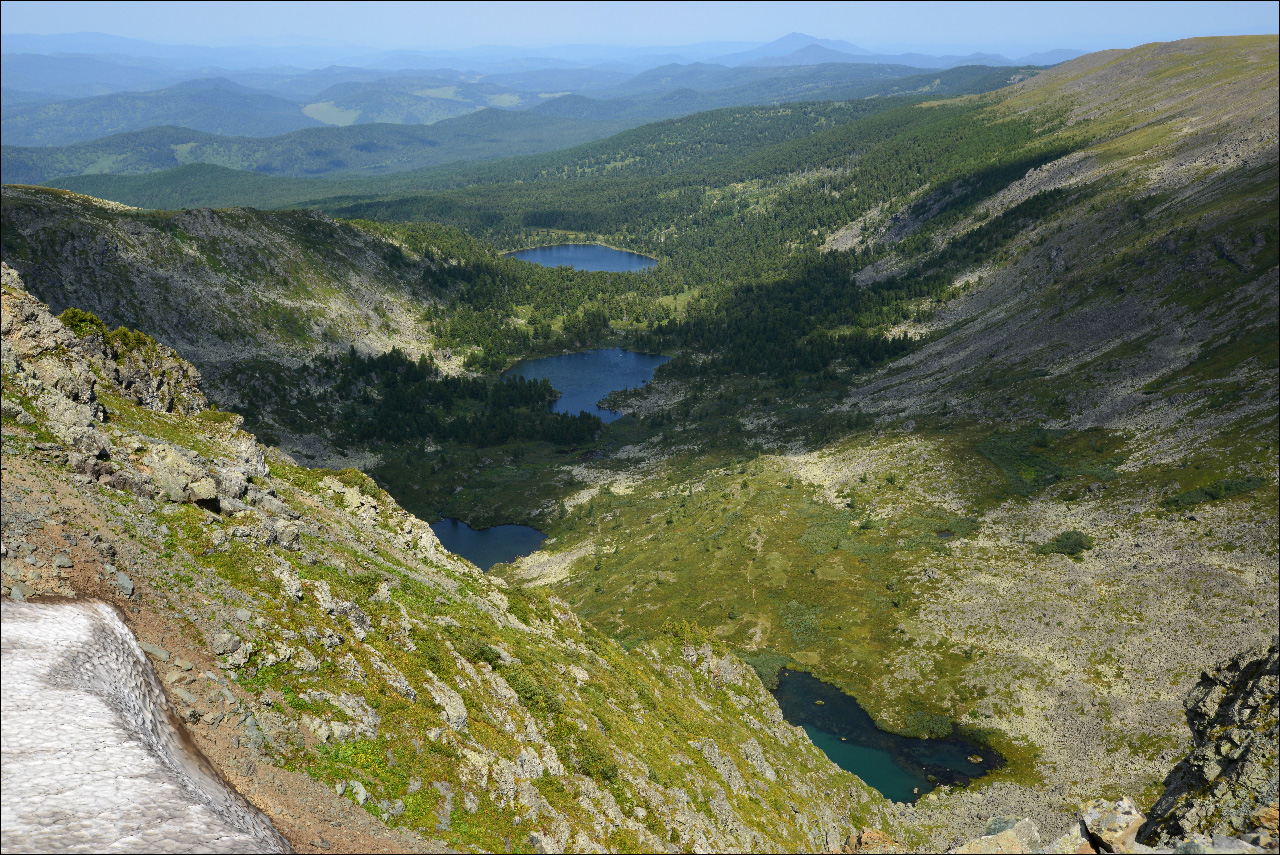
Vue des Lacs Karakol depuis le col.
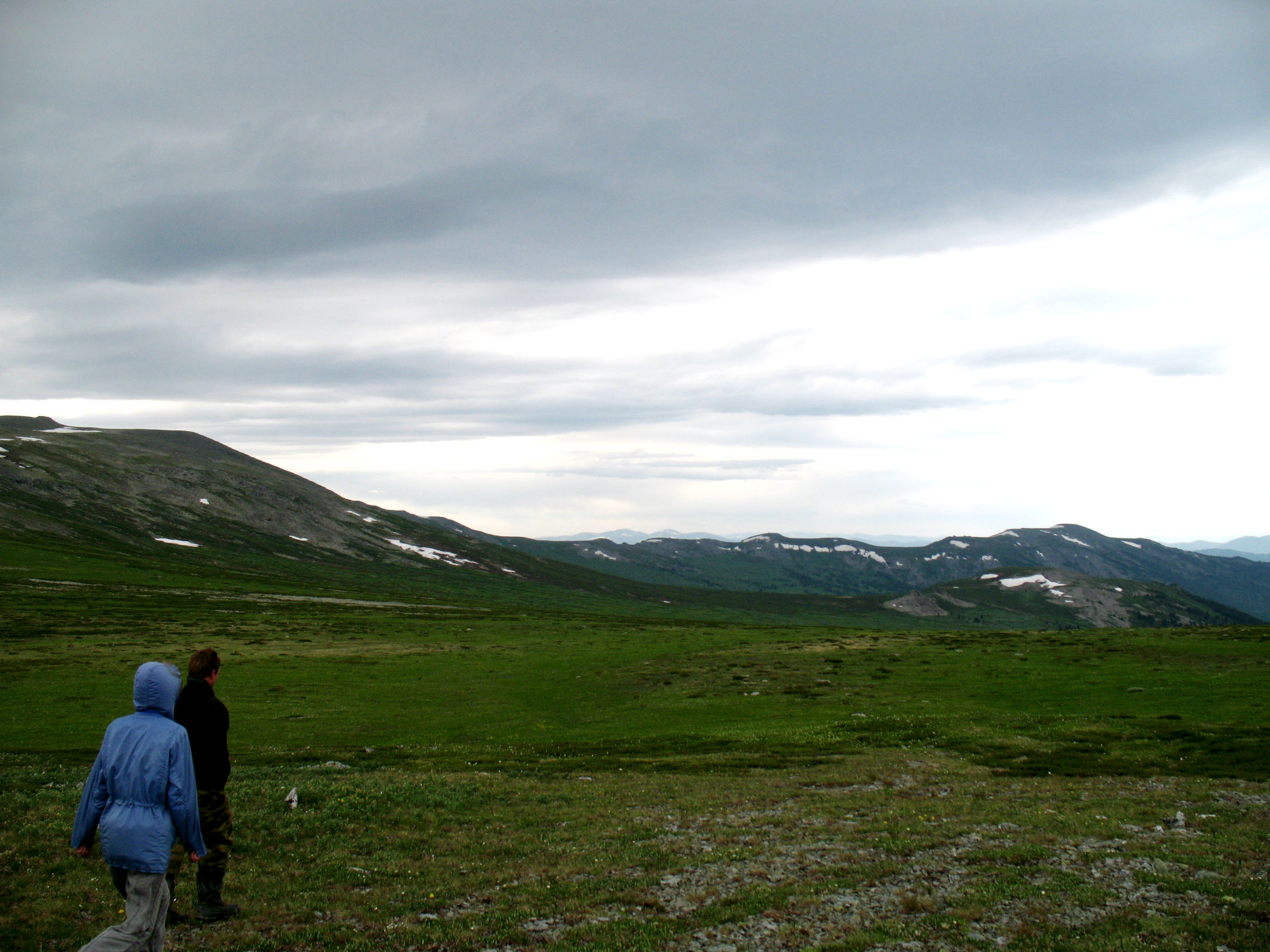
Le col du Bagatash.
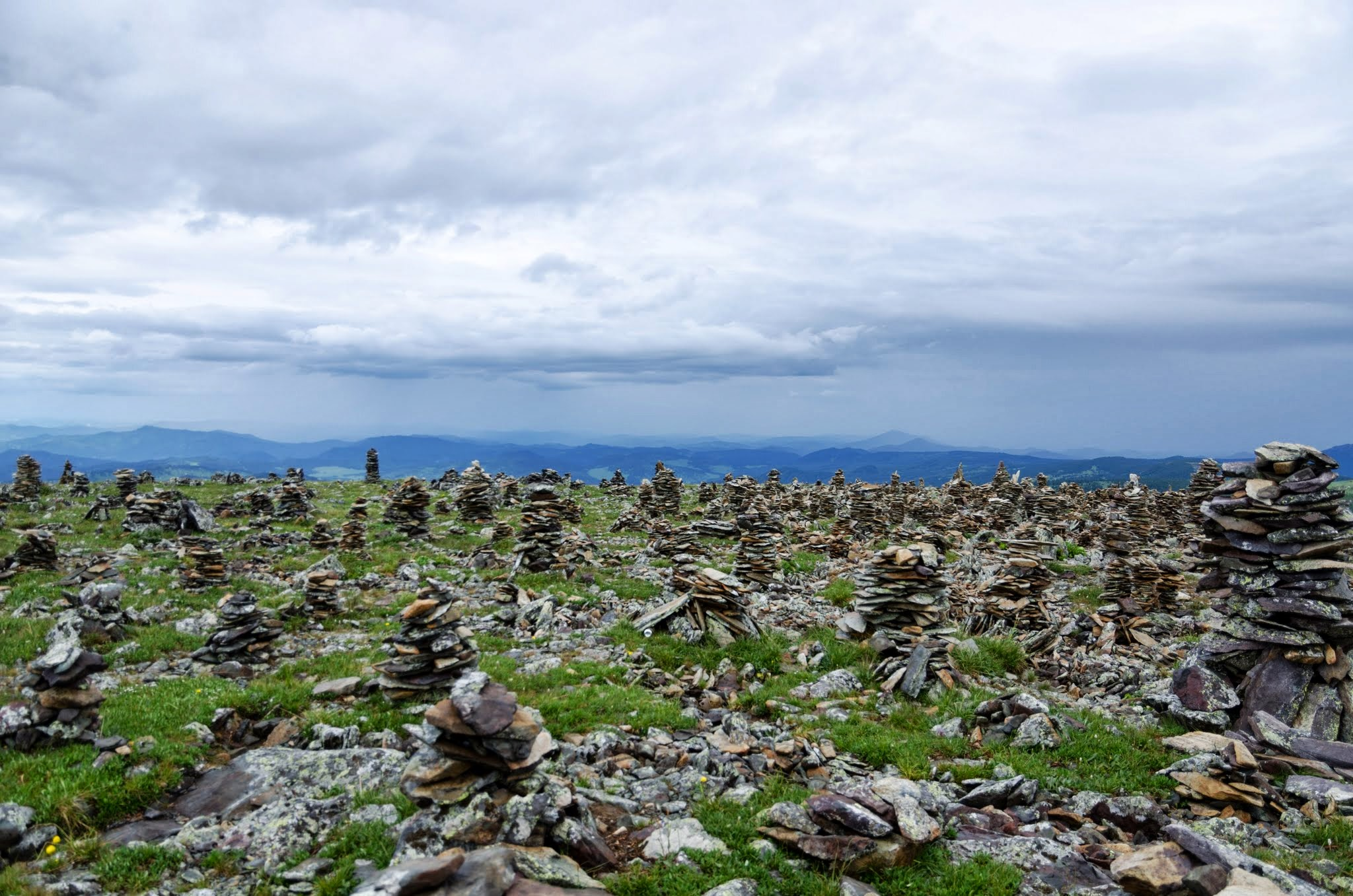
Nombreux cairns érigés au sommet.